# وضعیت کشور (فیلم)
«وضعیت کشور» (انگلیسی: State of the Union) یک فیلم آمریکایی در سبک درام به کارگردانی فرانک کاپرا است که در سال ۱۹۴۸ منتشر شد.

## بازیگران
- اسپنسر تریسی
- کاترین هپبورن
- ون جانسون
- آنجلا لنسبوری
- آدولف منژو
- لوئیس استون
- مارگارت همیلتون
- فلورانس آئر
- آرت بیکر
- چارلز لین
- اروینگ بیکن
- چارلز سالیوان
- ریموند والبرن